# Общественное телевидение России
Общественное телевидение России (ОТР) (укр. Громадське телебачення Росії) — російський федеральний телеканал громадського спрямування. Офіційно розпочав мовлення з 19 травня 2013.

## Історія
- 2011, 22 грудня — Президент Російської Федерації Дмитро Анатолійович Медведєв в ході оголошення послання Федеральним зборам запропонував створити в Росії суспільне телебачення. За словами глави держави, громадський канал може бути створений на базі одного з федеральних. Він упевнений, що жоден з власників цього нового ЗМІ не повинен мати визначального впливу на прийняття будь-яких рішень — ні держава, ні приватний власник[2][3].
- 2012, 22 січня — робоча група надала президентові Росії Дмитру Медведєву шість варіантів створення громадського телебачення, термін появи якого може зайняти від одного місяця до двох років, заявив глава председательского Ради з розвитку громадянського суспільства і прав людини Михайло Федотов.[4]
- 2012, 1 лютого — громадське телебачення може бути запущено на частоті телеканалів «Звезда», що належить Міноборони або «ТВ Центр», який належить народу Москви[5].

Пізніше  Михайло Федотов вирішив спростувати інформацію про створення суспільного ТБ на базі «Звезди» і «ТВ Центру»
.
- 2012, 11 лютого — головуючих Рада з прав людини опублікував на своєму сайті проєкт вираження створення громадського телебачення[7]. У проєкті роз'яснюються завдання суспільного телебачення, його зразкову програмне зміст та джерела фінансування[8].
- 2012, 17 квітня — Дмитро Медведєв підписав указ[9] про створення телеканалу.
- Суспільне ТБ можуть очолити керівник державної радіокомпанії «Голос Росії» Андрій Бистрицький або президент Міжнародної академії телебачення і радіо Анатолій Лисенко[10].
- 2012, 18 липня — Анатолій Лисенко призначений першим виконавчим директором Громадського телебачення Росії[11]
- 2012, Вересень — ОТР переніс дату початку мовлення з 1 січня на 19 травня 2013[12] і повідомив, що не буде вести мовлення на частоті Звезди.і повідомив, що не буде вести мовлення на частоті Звезди.[13]
- 2012, Серпень — формування команди телеканалу.
- 2012, Осінь — початок зйомок пілотних передач.
- 2012, 1 листопада — запуск першої версії інтернет-сайту Общественного телевидения [Архівовано 13 березня 2013 у Wayback Machine.]
- 2013, 30 квітня — початок тестового мовлення у складі першого мультиплексу цифрового ефірного телебачення в Москві[14].
- 2013, 17 травня — включення до складу першого мультиплексу в мережах кабельного, супутникового і цифрового ефірного телебачення Росії.
- 2013, 19 травня — телеканал почав мовлення в 12:00 за московським часом.